# 候潮門駅
候潮門駅（こうちょうもんえき）は、中華人民共和国浙江省杭州市上城区江城路と候潮路と六部橋直街交差点に位置する杭州地下鉄5号線の駅である。

## 歴史
- 2020年4月23日：開業[1]。

## 駅構造
島式ホーム1面2線を有する地下駅。南星橋寄りには両渡り線が設置。

### のりば

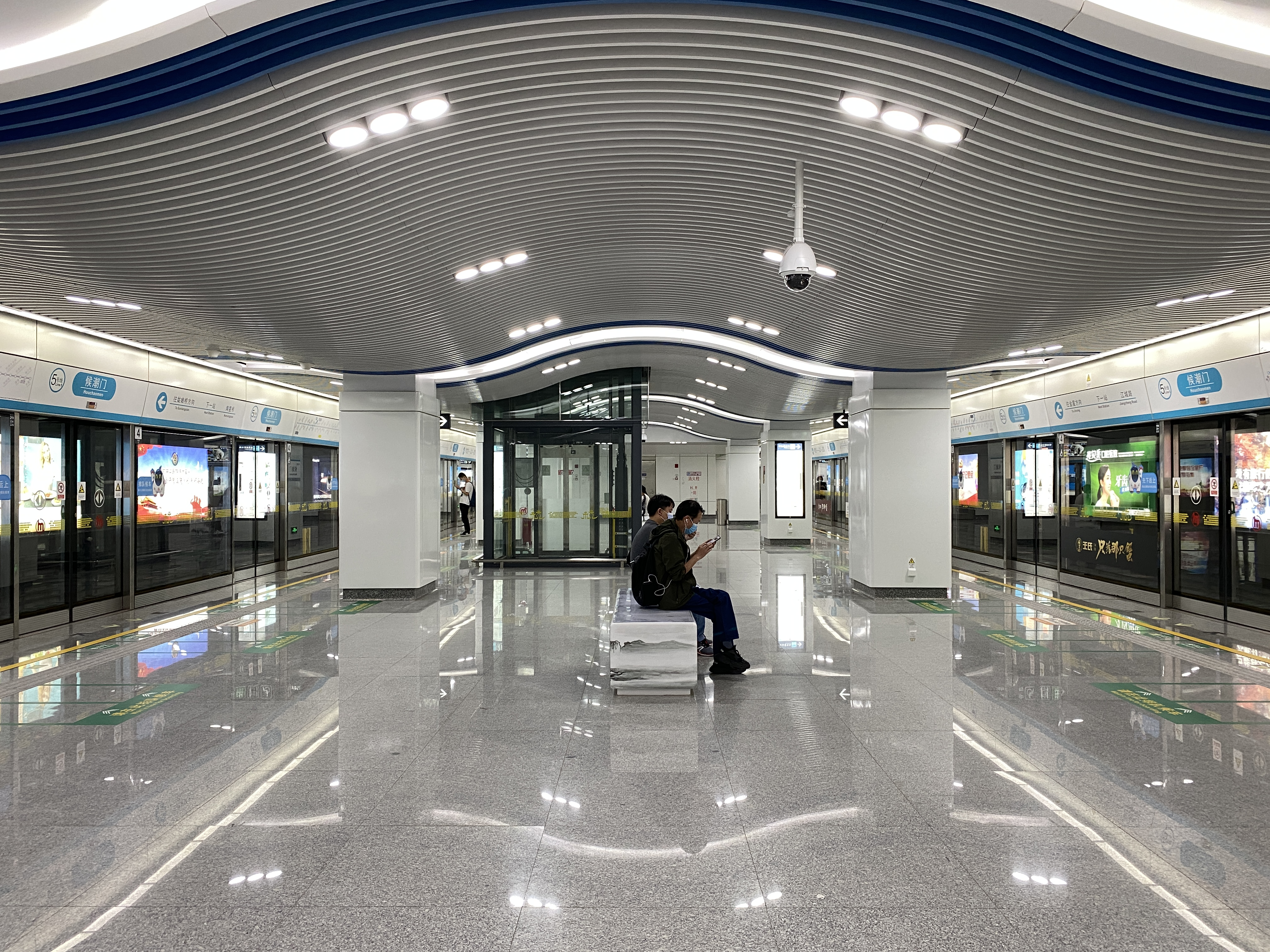
ホーム

| 番線       | 路線    | 行先                 |
| ---------- | ------- | -------------------- |
| 北・西方面 | ■ 5号線 | 城站・南湖東方面     |
| 南・東方面 | ■ 5号線 | 火車南站・姑娘橋方面 |

（出典：内部空间示意图）

## 駅周辺
- 候潮レジデンス
- 候潮公園
- 金都華府
- セリー・グリーンシティ・エステティックガーデン
- 直箭道巷小区
- 杭州市江城中学
- 鳳山花苑
- 城南家園
- 北落馬営

## 隣の駅
杭州地下鉄
■ 5号線
江城路駅 - 候潮門駅 - 南星橋駅